# Knautia longifolia
L'ambretta alpina (Knautia longifolia (Waldst. & Kit.) W.D.J.Koch) è una pianta erbacea perenne appartenente alla famiglia delle Caprifoliacee. Può arrivare al massimo a 100 cm di altezza (minimo 30 cm). Si presenta con infiorescenza piena su un fusto peloso con foglie allungate.

## Etimologia
Il nome del genere (Knautia) è un omaggio ai botanici tedeschi Christian Knaut (1638-1694) e Christoph Knaut (1654-1716). Quello della specie (longifolia) deriva dal fatto che le foglie sono alquanto allungate rispetto alle altre specie dello stesso genere.

## Descrizione
Viene definita come emicriptofita scaposa: pianta con ciclo di riproduzione perenne con gemme poste a livello del terreno e con asse floreale eretto con poche foglie  cauline.

### Radici
Le radici sono formate da corpi laterali da rizoma.

### Fusto
La parte ipogea del fusto si presenta come rizoma legnoso, ad andamento orizzontale non molto lungo. La parte che emerge dal terreno termina (non sempre) con una rosetta di foglie.
La parte epigea consiste in un fusto erbaceo eretto. La ramificazione avviene sempre nella parte alta della pianta in prossimità degli scapi fioriferi. L’internodo inferiore è glabro, mente nella parte superiore i peduncoli sono fittamente pelosi.

### Foglie
Le foglie si presentano compatte quasi coriacee più lunghe della norma, dal colore verde e di aspetto lucido. La forma può essere definita come lineare-spatolata e terminano con una punta acuta. Dimensioni medie 1–3 cm per 6–20 cm

### Infiorescenza
I capolini hanno un diametro di circa 3–5 cm. Come tutte le infiorescenze del genere Knautia i peduncoli sono lunghi e pelosi, così pure il ricettacolo e le squame dell'involucro a forma triangolare e multiseriate (generalmente due file disposte su più piani concentrici) dette anche verticilli bratteali.

### Fiori

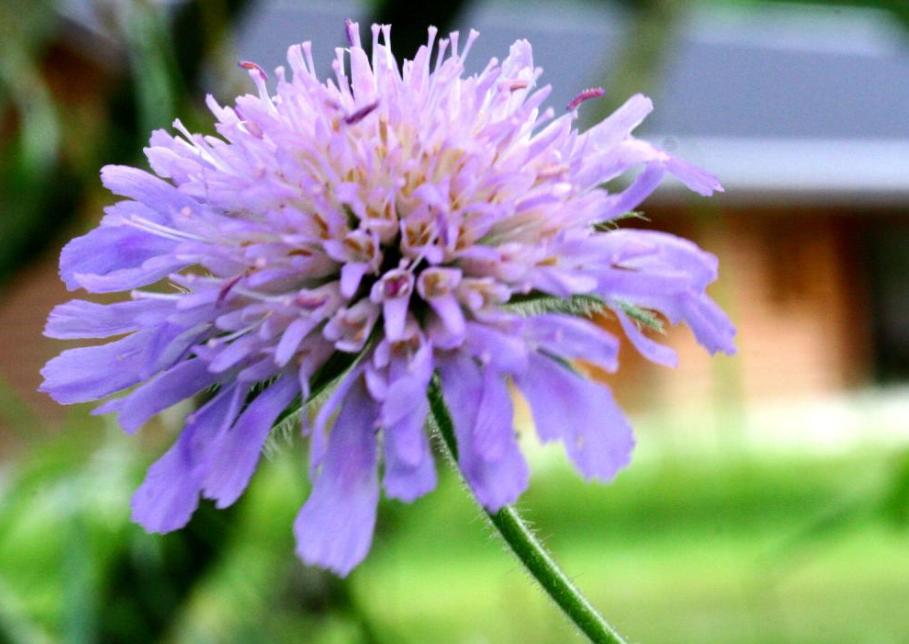
Infiorescenza.

I fiori, tutti a forma tubulosa terminante in 4 lobi, si dividono in due tipi: periferici e centrali entrambi di colore roseo-purpureo;
- fiori periferici: sono zigomorfi col lobo inferiore sporgente a forma di linguetta;
- fiori centrali: sono ermafroditi e contengono 8 reste  e 4 stami.

L'ovario è infero e quindi posto sotto l'inserzione del perianzio ed è formato da un doppio carpello.
Fioritura: da luglio ad agosto

### Frutti
I frutti sono di forma ovoide pelosa, con involucri dentellati.

## Biologia
Si riproduce per impollinazione entomofila, cioè mediata da insetti.

## Distribuzione e habitat
Dirupi e pascoli alpini soprattutto in alcuni ambienti della Alpi orientali chiamati magredi (significa "terra magra", cioè arida e povera d'acqua e poco fertile per la presenza massiccia dei sassi). L'altitudine preferita dalla nostra pianta va dai 1000 m a 2300 m s.l.m.
Data la particolare caratteristica della specie di essere calciofila e nitrofila, è possibile trovarla anche nei boschi megaforbieti nitrofili.

## Tassonomia
In classificazioni ormai superate l'ordine di appartenenza della Knautia era quello delle Rubiali e non l'attuale Dipsacales.
Il genere Knautia comprende circa 40 specie di cui la metà vive in Italia ed è di difficile identificazione per la poliploidia della specie e l'elevato polimorfismo.
Specie simili:
- Knautia drymeia Heuffel - ambretta dei quercieti: si differenzia dall'avere le foglie cauline intere ed è più facile trovarla nei boschi e comunque nell'Italia settentrionale.
- Knautia arvensis (L.) Coulter - ambretta comune: si differenzia soprattutto per le foglie meno lunghe e di due tipi: pennatopartite e lanceolate più o meno dentate.

## Galleria d'immagini

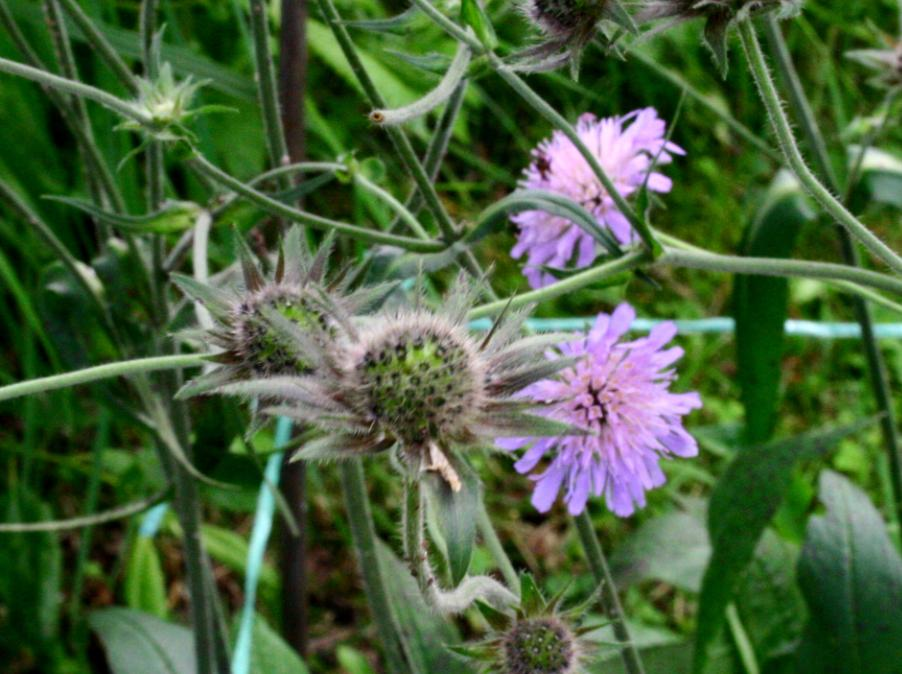
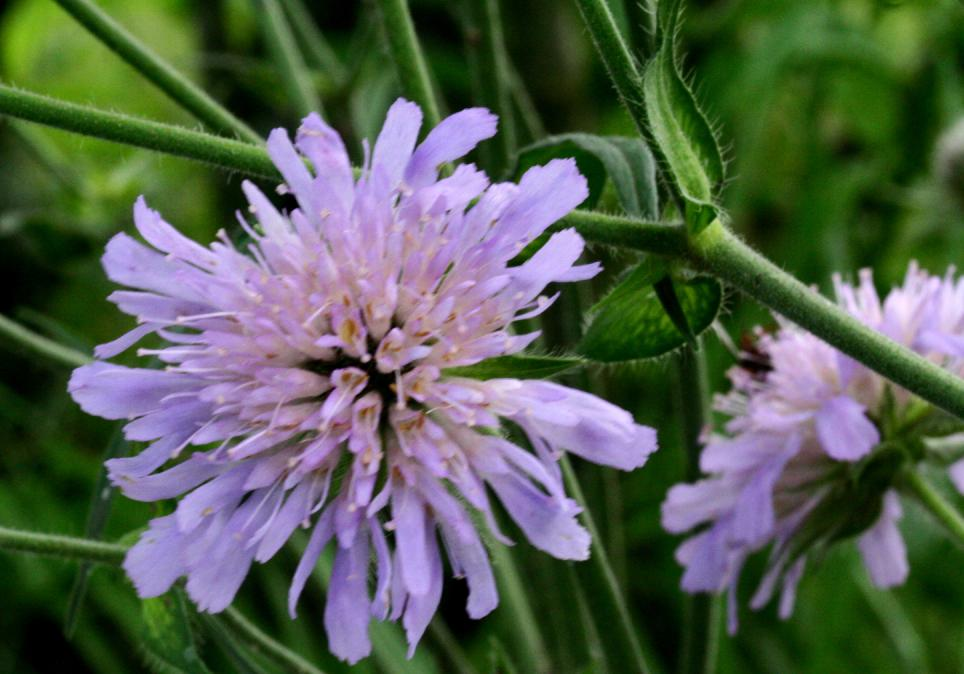